# هالی تیلور
هالی تیلور (انگلیسی: Holly Taylor؛ زادهٔ ۳۱ اکتبر ۱۹۹۷) بازیگر و هنرمند رقص اهل ایالات متحده آمریکا است. وی از سال ۲۰۰۸ میلادی تاکنون مشغول فعالیت بوده‌است.
از فیلم‌ها یا برنامه‌های تلویزیونی که وی در آن نقش داشته‌است، می‌توان به آمریکایی‌ها و اشلی اشاره کرد.